# Rökk Ede (építész)
Rökk Ede (helyenként Rekk), született Rekk Eduárd Károly, (Kalocsa, 1886. augusztus 13. – Sankt Wolfgang im Salzkammergut, 1951. augusztus 2.) építész, építővállalkozó, lánya, Rökk Marika színész-táncosnő menedzsere, fiatalon atléta volt. Rökk Károly építész-festő bátyja. Elsőszülött gyermeke Rökk Ede labdarúgó volt.

## Élete
A székesfehérvári tímár és lakatos Rökk (1886-os esküvőjekor még Rekk) Ede és a kalocsai Deák Rozália (1863-1939) elsőszülött fiaként jött a világra még Kalocsán. Testvérei: Sarolta (1895) és Rökk Károly (1891–1970) építész akvarellista már Budapesten születtek.
1905-ben érettségizett a Budapest - VIII. kerületi községi főreáliskolában, a gazdasági pályát választotta.
Fiatalon sikeres sportoló volt. Még gyermek fejjel jelentkezett az Magyar Testgyakorlók Köre tornász csapatába az 1897–1899-es időszakban, amikor új tornaterembe (előbb a Barcsay úti gimnáziumba, majd a Wesselényi úti polgári iskolába) költöztek. 1905-tól tűnt ki az atléták közül, elsősorban távolugrásban, amiben 1907-ben ő szerezte meg az atlétikai szakosztály első hivatalos bajnoki aranyérmét. De tehetséges rúdugró és gátfutó is volt. Az 1908-as olimpiai atlétikai próbaversenyen a rossz ugrópályán az ugrók nem tudták képességeiket kifejteni. Rökk a második legjobbként 631 centimétert ugrott meg, de a negyedik ugrásánál lesántult. Ezt követően 1910-ben indult még versenyen, de már nem tudott helyezést elérni.
1910. december 27-én Budapesten feleségül vette Károly Máriát, Károly Jenő MTK-s futballista testvérhúgát. Két gyermekük született. Ede (1911–1990) az 1930-as évek focistája Cinkotán, és Marika (1913–2004) színész-táncosnő, operettprimadonna Kairóban. 1913. augusztus 10-n a magyar királyi nagyszebbeni 23. honvédgyalogezredből Egyiptomba dezertált, amiért körözték, de végül 1914-ben hazatért. Lánya 1944-ben így emlékezett meg erről az időről: „akkortájt megnyert egy építészeti pályázatot, ott dolgozott. Apám a kairói osztrák-magyar konzulnál jelentett be engem [...] Egyiptomból haza kellett jönnünk. Apám bevonult”. 1918-ban a tartalékosoknál főhadnaggyá nevezték ki.
1917-ben Csernyák Imrével és Kopeczky Józseffel Mátyásföldön megalapították a Modern Mezőgazdasági részvénytársaságot, „bérelt földeken való okszerű és intenzív gazdálkodás, bércséplések és bérszántások vállalása, valamint mezőgazdasági gépek és eszközök javítása és gyártása, úgyszintén hasonnemű külföldi gyárak képviselete” tárgykörrel, igazgatósági tagsága 1922-ben szűnt meg. Igazgatótagságáról 1922-ben mondott le, majd nemsokkal később létrehozta saját vállalkozását. Közben 1920-ban Farkas Lajos rákosszentmihályi lakos és építési vállalkozóval egy közkereseti társaságot hozott létre „Rákos" épitőanyagkereskedelmi vállalat Rökk és Farkas néven. 1919–1920-ig lakott Rákosszentmihályon, onnan Pestújhelyre, majd Budapest VII. kerületébe költözött.
1924-től a Nagyicce megállóhelynél levő telephelyét – amit 1921-ben már reklámozott – felszámolva lánya táncos pályáját menedzselte. Az egész család Párizsba költözött, aztán Németországba, majd Angliába, Marika szerződései „nyomában”. E közben fia futballozni kezdett. Az 1930-as években mindkét fiatal karrierje felfelé ívelt, de az 1940-es évektől más utat jártak be. Marika nemzetközileg keresett színésznőként, ifjabb Ede egyre lejjebb csúszva végül alkoholistaként fejezte be pályafutását. „Edus papa”, vagy a „színházi papa”, ahogyan az újságok nevezték, gyakran szerepelt az 1930-as évek közepéig a médiában és gondoskodott arról, hogy lánya mindig szóbeszéd témája legyen.
A második világháborúban tartalékos főhadnagy volt.
1951. augusztus 1-én, hosszú szenvedést követőn Ausztriában, felesége és lánya körében hunyt el.

## Díjai, elismerései, eredményei
Atlétaként (M. T. K.)

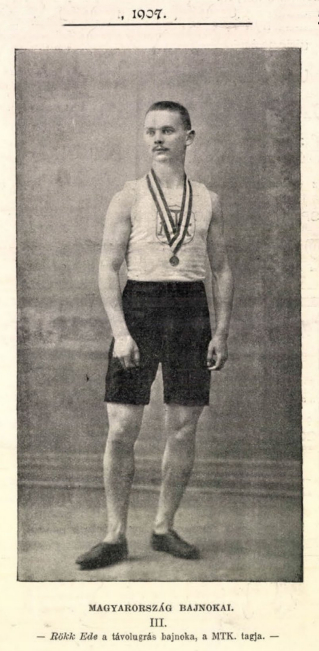
A Nemzeti Sport újság címlapján

- 2. helyezett (Rúdugrás 2 m. 50 cm., MTK háziverseny 1904)[31]
- 2. helyezett (száz yardos síkfutás (handikap), 6 yard előny, a Magyar Testgyakorlók Köre nemzetközi atlétikai versenye 1905)[32][33]
- 2. helyezett (távolugrás, 608 m (30 cm e.), a M. T. K. nemzetközi atlétikai versenye 1905)[32][33]
- 1. helyezett (távolugrás, 6 m. 39 cm., a M. T. K. versenye 1906)[34]
- 2. helyezett (döntő, 100 méteres síkfutás handicap, a M. T. K. versenye 1906)[34]
- 3. helyezett (távolugrás, 6 m. 41 cm., A M. A. C. nemzetközi versenye 1906.)[35]
- 3. helyezett (50 yardos síkfutás(hendikep), 2 m. e., A MAC. téli versenye. 1906)[36]
- 1. helyezett (100 yardos síkfutás junioroknak. 11,3 mp., A MAFC verseny. 1907)[37]
- 2. helyezett (távolugrás, 629 cm., MAC nemzetközi atlétikai versenye 1907)[38]
- 1. helyezett (rúdugrás, 300 cm., MTK. junior versenye 1907)[39]
- 2. helyezett (120 yardos gátfutás, 3 m.-rel, MTK. junior versenye 1907)[39]
- Bajnok: „Magyarország 1907. évibajnoka“ cím és a MASz. bajnoki aranyérme (távolugrás, 639 cm., Magyarország atlétikai bajnoksága 1907)[40]
- 3. helyezett (rúdugrás, 280 cm., Magyarország atlétikai bajnoksága 1907)[40]
- (távolugrás, 639 cm., a Budapesti (Budai) Torna Egylet országos athletikai versenye. 1907)[41]
- 1. helyezett (távolugrás, 628 cm., a Debreczeni Torna Egylet 40 éves jubiláris versenye, 1907)[42]
- 3. helyezett (120 yardos gátfutás, Ferencvárosi TC versenye 1907)[43]
- 3. helyezett (120 yardos gátfutás, MTK. jubiláris viadala 1907)[44]
- 2. helyezett (rúdugrás, 275 cm., MAC őszi viadala 1907)[45]
- 2. helyezett (120 yardos gátfutás, MAC. évzáró hendikep versenye 1907)[46]
- 2. helyezett (távolugrás, 631 cm., Olimpiai próbaverseny 1908)[47]

Építészként
- A „Nyírvíz Szabályozó Társulat“ Nyíregyházán építendő kétemeletes szék- és bérház tervpályázat harmadik díja (Nádor Edével „Lemondó” jeligéjű pályatervükkel, 1911)[48]
- A Nyírvíz-társulat bérpalotája tervpályázat harmadik díja (Nádor Edével „Leonardo” jeligés pályaművükkel, 1912)[49]